# Исповедь девушки
«Исповедь девушки» (датск.: Rapportpigen) — датский фильм 1974 года режиссёра Кнуда Лейф Томсена.

## Сюжет
Парень Виви уговаривает её позировать для эротических фотографий. Она обнаруживает, что её фотографии в мужском журнале. Когда непристойные звонки и письма становятся для нее невыносимыми, она уезжает в неизвестном направлении. Мужчина из соседнего дома, её докучливый поклонник, следует за ней. В автобусе Виви знакомится с Харриет, средних лет, разочарованной мужененавистницей, и они решают преподать преследователю урок.

## В ролях
- Лисе-Лотте Норуп — Виви
- Сорен Стремберг — Сорен, парень Виви
- Хенрик Йохансен — Гуннар, фотограф
- Клаус Ниссен — преследующий Вики поклонник
- Кирстен Ролффес — Харриет

## О фильме
Режиссёр Кнуд Лейф Томсен заявил, что давно хотел снять сильный эротический фильм и что существующие фильмы о сексе злоупотребляют возможностями, созданными отменой цензуры. Современные фильму рецензии пренебрежительно отнеслись к фильму, обвинив Кнуда Лейфа Томсена в двойных стандартах, хотя отмечали игру Лизе-Лотты Норуп в трудной главной роли.